# Marsaglia
Marsaglia (en français Marsaille ou La Marsaille, à ne pas confondre avec la localité homonyme près de Piossasco site de la bataille de La Marsaille) est une commune italienne de la province de Coni, dans la région Piémont.

## Administration
| Période                                  | Période | Identité | Étiquette | Qualité |
| ---------------------------------------- | ------- | -------- | --------- | ------- |
|                                          |         |          |           |         |
| Les données manquantes sont à compléter. |         |          |           |         |

### Communes limitrophes
Castellino Tanaro, Clavesana, Igliano, Murazzano, Rocca Cigliè.